# Alicorhagia segmentata
Alicorhagia segmentata är en spindeldjursart som beskrevs av Rainer Willmann 1943. Alicorhagia segmentata ingår i släktet Alicorhagia, och familjen Alicorhagiidae. Arten är reproducerande i Sverige.